# Điều tra Tư vấn Đặc biệt (2017–2019)
Điều tra Tư vấn Đặc biệt (tiếng Anh: Special Counsel investigation) năm 2017 đến 2019 (còn được gọi là cuộc điều tra Mueller hoặc cuộc điều tra Mueller)  là một cuộc điều tra thực thi pháp luật và phản gián của Hoa Kỳ về những nỗ lực của chính phủ Nga can thiệp vào cuộc bầu cử tổng thống năm 2016.
Theo tài liệu ủy quyền được ký bởi Phó Tổng chưởng lý Rod Rosenstein vào ngày 17 tháng 5 năm 2017, phạm vi điều tra bao gồm cáo buộc rằng có mối liên hệ hoặc phối hợp giữa chiến dịch tranh cử tổng thống của Donald Trump và chính phủ Nga  cũng như "Bất kỳ vấn đề nào phát sinh hoặc có thể phát sinh trực tiếp từ cuộc điều tra". Phạm vi điều tra cũng bao gồm sự cản trở tiềm năng của công lý bởi Trump và những người khác. Nó được thực hiện bởi Văn phòng Luật sư Đặc biệt của Bộ Tư pháp, đứng đầu là Robert Mueller, một người Cộng hòa và cựu Giám đốc của Cục Điều tra Liên bang (FBI).
Cuộc điều tra tư vấn đặc biệt bắt đầu tám ngày sau khi Tổng thống Trump sa thải giám đốc FBI James Comey, người đang dẫn đầu các cuộc điều tra của FBI kể từ tháng 7 năm 2016 về mối liên hệ giữa các cộng sự của Trump và các quan chức Nga. Sau vụ nổ súng của Comey, hơn 130 nhà lập pháp Dân chủ tại Quốc hội kêu gọi bổ nhiệm một luật sư đặc biệt, trong khi FBI bắt đầu điều tra Trump vì tội cản trở công lý. Văn phòng luật sư đặc biệt đã tiếp quản cả hai cuộc điều tra này từ FBI.
Cuộc điều tra đã dẫn đến hàng chục bản cáo trạng cho các tội ác liên bang và ít nhất tám lời bào chữa hoặc kết án có tội. Vào tháng 8 năm 2018, Manafort bị kết tội tám tội nghiêm trọng về tội phạm tài chính tại Tòa án quận Hoa Kỳ cho Quận Đông Virginia  và một tháng sau đó đã nhận tội âm mưu lừa gạt Hoa Kỳ và cản trở công lý trong một cuộc mặc cả cho sự hợp tác đầy đủ của ông với các công tố viên. Cuộc điều tra cũng dẫn đến việc Flynn nhận tội tuyên bố sai với FBI và như một phần của thỏa thuận biện hộ tháng 12 năm 2017 được yêu cầu phải là nhân chứng hợp tác trong các cuộc điều tra. Mueller tiếp tục bảo đảm những lời bào chữa tội lỗi từ đối tác kinh doanh của Manafort, Rick Gates, luật sư người Hà Lan Alex van der Zwaan, cựu cố vấn chiến dịch của Trump, George Papadopoulos, nhà vận động hành lang George Papadopoulos, lobbyist W. Samuel Patten và Richard Pinedo. Ngoại trừ Van der Zwaan, tất cả đã trở thành nhân chứng hợp tác cho các nhà điều tra. Vào tháng 2 năm 2018, Mueller đã truy tố 13 công dân Nga và ba thực thể Nga, đáng chú ý nhất là Cơ quan Nghiên cứu Internet  và vào tháng 6 năm 2018 đã bổ sung bản cáo trạng của Konstantin Kilimnik, đối tác kinh doanh của Manafort. Vào tháng 7 năm 2018, 12 thành viên của nhóm gián điệp mạng GRU của Nga được gọi là Fancy Bear, chịu trách nhiệm về vụ hack email DNC năm 2016, đã bị truy tố. Các cuộc điều tra vào luật sư cá nhân của Trump, Michael Cohen, đã được chuyển đến văn phòng của Chưởng lý quận phía Nam New York. Cố vấn lâu năm của Trump, Roger Stone, đã bị truy tố về bảy cáo buộc vào tháng 1 năm 2019.
Trong khi được lưỡng đảng ủng hộ, cuộc điều tra tư vấn đặc biệt đã trở thành đối tượng bị chỉ trích bởi Trump và những người ủng hộ ông. Trump đã chỉ trích những người hoặc nhóm liên quan đến cuộc điều tra hơn 1.000 lần. Vào ngày 30 tháng 1 năm 2019, một hồ sơ của tòa án FBI tiết lộ rằng ai đó ở Nga cũng đang cố gắng làm mất uy tín của cuộc điều tra tư vấn đặc biệt thông qua Twitter. Người dân Nga cũng đã gửi các tài liệu giả mạo cho các phóng viên. Một số cáo buộc về hành vi sai trái của các nhà điều tra đã được nêu ra và gần như ngay lập tức được gỡ bỏ. Trump và những người ủng hộ ông chỉ trích chi phí của cuộc điều tra. Đến tháng 12 năm 2018, cuộc điều tra đã tiêu tốn khoảng 25 triệu đô la trong khi thu được khoảng 48 triệu đô la thông qua các vụ tịch thu tài sản.
Văn phòng luật sư đặc biệt đã kết thúc cuộc điều tra của họ và đệ trình báo cáo cuối cùng lên Tổng chưởng lý William Barr vào ngày 22 tháng 3 năm 2019. Vào ngày 24 tháng 3, Barr đã gửi một lá thư dài bốn trang tới Quốc hội nhấn mạnh những phát hiện của luật sư đặc biệt. Barr nói rằng về câu hỏi về sự can thiệp của Nga vào cuộc bầu cử, Mueller "không thấy rằng chiến dịch Trump hay bất kỳ ai liên quan đến nó đã âm mưu hay phối hợp với Nga trong nỗ lực gây ảnh hưởng đến cuộc bầu cử Tổng thống Hoa Kỳ năm 2016". Tuy nhiên, bức thư đã nêu chi tiết hai cách mà Nga cố gắng gây ảnh hưởng đến cuộc bầu cử có lợi cho Trump. Về câu hỏi cản trở công lý, Barr cho biết không có kết luận nào được đưa ra, nói rằng "trong khi báo cáo này không kết luận rằng Tổng thống đã phạm tội, thì nó cũng không miễn tội cho ông". Barr tiếp tục nói rằng bản báo cáo đã xác định "không có hành động nào, theo phán quyết của [ông và Rosenstein], cấu thành hành vi cản trở, có một mối quan hệ với một thủ tục chờ xử lý hoặc dự tính và được thực hiện với mục đích tham nhũng". Ngoài ra, Barr còn tuyên bố Bộ Tư pháp sẽ "có thể tiến lên phía trước một cách nhanh chóng" trong việc tiết lộ thông tin sau khi xác định tài liệu mà theo luật không thể công khai.

## Kết luận
Vào ngày 22 tháng 3 năm 2019, văn phòng luật sư đặc biệt đã kết thúc cuộc điều tra của họ và gửi báo cáo cuối cùng cho Bộ Tư pháp. Tùy thuộc vào Tổng chưởng lý hiện tại, William Barr, có hay không công bố báo cáo đầy đủ. Barr đã phải đối mặt với áp lực lưỡng đảng để công bố báo cáo đầy đủ cho công chúng, đến mức tối đa được pháp luật cho phép.
Vào ngày 24 tháng 3 năm 2019, Barr đã gửi một bức thư dài bốn trang cho Quốc hội tóm tắt những phát hiện của luật sư đặc biệt liên quan đến sự can thiệp và cản trở công lý của Nga. Bức thư được chia thành hai phần: Phần đầu tiên thảo luận về những nỗ lực của Nga nhằm tác động đến cuộc bầu cử tổng thống Hoa Kỳ năm 2016 và phần thứ hai khám phá câu hỏi liệu Trump có cản trở công lý hay không. Trong phần đầu tiên, Barr giải thích rằng cố vấn đặc biệt "không thấy rằng chiến dịch Trump hay bất kỳ ai liên quan đến nó đã âm mưu hay phối hợp với Nga trong nỗ lực gây ảnh hưởng đến cuộc bầu cử tổng thống Mỹ năm 2016." Theo Barr, cuộc điều tra Mueller xác định rằng có hai nỗ lực chính của Nga nhằm tác động đến cuộc bầu cử năm 2016: "thông tin sai lệch và hoạt động truyền thông xã hội" và "hack máy tính được thiết kế để thu thập và phổ biến thông tin để tác động đến cuộc bầu cử". Báo cáo cũng chỉ ra rằng nhiều người Nga đã bị truy tố vì các hoạt động của họ.
Barr tuyên bố rằng Mueller đã đưa ra bằng chứng cho và chống lại sự cản trở của trách nhiệm công lý nhưng không đưa ra kết luận nào; ông đã trích lời luật sư đặc biệt nói rằng "trong khi báo cáo này không kết luận rằng Tổng thống đã phạm tội, thì nó cũng không làm ông ta bực tức." Barr nói rằng bản báo cáo đã để lại cho tổng chưởng lý để xác định liệu hành vi được mô tả có cấu thành tội phạm hay không. Barr sau đó nói rằng bản báo cáo đã xác định "không có hành động nào, theo phán quyết của chúng tôi (của Barr và Rosenstein), cấu thành hành vi cản trở, có một mối quan hệ với một thủ tục chờ xử lý hoặc dự tính và được thực hiện với mục đích tham nhũng". NBC News báo cáo rằng nhóm pháp lý của Trump đã quan tâm chủ yếu về phí tắc nghẽn hơn là phí thông đồng". NBC News reported that Trump's legal team had been concerned primarily about obstruction charges rather than collusion charges.
Barr cũng tuyên bố thêm, Bộ Tư pháp sẽ "nhanh chóng tiến lên phía trước" để công bố báo cáo sau khi xác định và xóa tài liệu mà theo luật không thể công khai.